# Daïra d'El Idrissia
La daïra de El Idrissia est une circonscription administrative algérienne située dans la wilaya de Djelfa. Son chef-lieu est situé sur la commune éponyme d'El Idrissia.
La daïra regroupe les trois communes:
- El Idrissia
- Douis
- Aïn Chouhada